# Interstate 805
A Interstate 805 (abreviado I - 805) é uma auto-estrada interestadual auxiliar de sentido sul-norte, que passa pela região metropolitana de San Diego, Califórnia. Ela é conhecida oficialmente como Jacob Dekema Freeway.
A auto-estrada possui 45,88 quilômetros de extensão.